# Douville-sur-Andelle
Douville-sur-Andelle – miejscowość i gmina we Francji, w regionie Normandia, w departamencie Eure.
Według danych na rok 1990 gminę zamieszkiwało 355 osób, a gęstość zaludnienia wynosiła 79 osób/km² (wśród 1421 gmin Górnej Normandii Douville-sur-Andelle plasuje się na 567. miejscu pod względem liczby ludności, natomiast pod względem powierzchni na miejscu 726).